# Mladé národní sjednocení
Mladé národní sjedocení (MNSj) byla nacionalistická mládežnická organizace Národního sjednocení v Československu, která vznikla v roce 1934 po sloučení Mladé generace Československé národní demokracie, Mladé generace Národní ligy a mládeže Národní fronty. Organizace zanikla po vzniku druhé republiky v roce 1938, po sloučení do Mladé národní jednoty spolu se vstupem strany Národního sjednocení do Strany národní jednoty.

## Původ vzniku
Hlavní částí Mladého národního sjednocení byly dřívější členové Mladé generace Československé národní demokracie. Mladí národní demokraté byli zejména po výrazném posunu politiky strany doprava v roce 1925 často těmi nejradikálnějšími členy strany. Ve 30. letech začalo vedení strany jednání o sjednocení s národní částí politických stran. O společném postupu jednali také s Národní obcí fašistickou. Nejradikálnějším předchůdcem organizace byla krajně pravicová Mladá generace Národní ligy. Její členové utvářeli uniformované sbory v šedých košilích a růžových vázankách. 3. dubna 1933 se v Praze na Slovanském ostrově konala schůze Národní ligy. Na tomto shromáždění došlo k bitce mezi mladými ligisty a komunisty, která skončila těžkým zraněním studenta filozofické fakulty Karlovy univerzity sociálního demokrata Emanuela Zahradníčka, který následně zraněním podlehl. Následné vyšetřování incidentu vyvolalo řadu kontroverzí. Do Mladého národního sjednocení vstoupila i mládež Národní fronty, složená především z bývalých radikálních národních demokratů a i několika bývalých členů fašistů.
První styky mládežnických organizací budoucího MNSj probíhaly už od roku 1929, kdy vznikly první plány na vytvoření široké středostavovské strany národních demokratů a nacionalistickými socialisty Jiřího Stříbrného, kteří tvořili takzvanou Ligu proti vázaným kandidátním listinám spolu s fašisty. Ty se ale ukázaly jako předčasné. V rámci vnitrostranické opozice národních demokratů proti Františku Hodáčovi se v roce 1932 vytvořilo vlivné radikální křídlo mladé generace okolo Vlastimila Klímy a JUDr. Ladislava Rašína, které podporovalo v rámci strany implementaci některých prvků italského fašismu a odchod z vlády, kde působily německé strany. Na říšském sjezdu Mladé generace ČsND v únoru 1932 strhla tato skupina vedení na sebe a začala prosazovat záměry, které byly velice blízké linii Stříbrného Národní ligy. Tyto ideologické kontakty zesílily v době takvzaného jihlavského procesu, kde JUDr. Ladislav Rašín obhajoval obžalovaného Jiřího Stříbrného. Finální jednání o sjednocení proběhlo v roce 1933 z velké části díky jednání na sjezdu Mladé generace ČsND. Sjednocení provázely dramatické spory s křídlem Františka Hodáče, které vyvrcholily odchodem národních demokratů z vlády v roce 1934. V roce 1934 bylo dosaženo dohody mezi ČsND, NL a NF o postupném sjednocení v novou stranu, kterou prováděl akční přípravný výbor. Prvním krokem bylo vytvoření právě Mladého národního sjednocení.

## Vznik organizace
V prosinci 1934 byl ustaven první orgán organizace, mediální odbor pod názvem Hlasatel Mladého národního sjednocení. 21. února 1935 uspořádalo Mladé národní sjednocení první velký sraz v pražské Měšťanské besedě v Jungmannově ulici. Pojmenován byl jako zahajující „říšský sraz". Toto adjektivum bylo v době první republiky vnímáno jako celo–československé a používali ho mnohé další strany i spolky. Členové se oslovovali termínem „kamaráde", používáno bylo i pozdravení vztyčenou pravicí. Sloganem bylo zvoleno heslo „Nic než národ!" Čestnými hosty byli František Mareš, Jiří Stříbrný a František Hodáč. Ten si udržel vedoucí pozici ve straně. 1. slavnostní říšský sraz proběhl 3. března 1935 ve Smetanově síni Obecního domu v Praze. 25. dubna 1935 došlo k organizačnímu ustavení struktury strany Národního sjednocení.

## Struktura
Organizaci řídilo pražské ústřední Říšské vedení Mladého národního sjednocení se sídlem na Karlově náměstí. Mezi jeho zakládající členy patřili Jaromír Lukavský, Antonín Hübschmann, Karel Kut, Jaroslav Borkovec a Karel Werner. Místní organizace pak vedli krajští náčelníci. V organizaci volně působili početné studentské skupiny samostatně organizovaného Studentského národního sjednocení. V rámci Mladého národního sjednocení pracoval propagační odbor pro volební agitaci či odbor kulturní, který např. organizoval místní divadelní soubory. Mezi další významné členy patřil Antonín Chmelík a František Schwarz.
Významnou akcí, která byla každoročně vrcholnou sešlostí MNSj, byly tradiční prvomájové oslavy v Praze, pořádané za první republiky politickými stranami. Strany vždy organizovali své slavnostní manifestační průvody a soupeřili, které uskupení bude nejlepší a nejpočetnější. O tom následně referovaly stranické tisky. V tom měli výhodu v Praze tradičně silní národní demokraté v Národním sjednocení. Např. 1. května 1935 se průvodu z Václavského náměstí, který čítal až 25 tisíc přiznivců strany, zúčastnilo na čestné pozici kolem 4 tisíc členů Mladého národního sjednocení. To bylo v prvním roce představení nové mládežnické organizace vnímáno jako úspěch, jelikož tento rok byl průvod Národního sjednocení největším a umístil se i před o něco menšími průvody sociálních demokratů, komunistů a národních socialistů tak i malými průvody živnostníků či fašistů.

## Ideologie
Organizace prosazovala radikálně nacionalistický program, který stavěla na konceptu Viktora Dyka. Stavěla se proti dosavadnímu režimu první republiky a konceptu stranictví. Prosazovala plán stavovského státu převzatého z italského fašismu, ve kterém by stavy společnosti vládly na principu národní jednoty a nebyly reprezentovány politickými stranami, jejichž boj podle nich způsobil hospodářskou krizi 30. let. Většina členů se zasazovala o volný mezinárodní trh a pro radikální proexportní politiku. MNSj požadovalo nepodmínečný zákaz Komunistické strany. V zahraniční politice propagovalo Kramářův koncept Novoslovanství.

## Zánik a odkaz
První problémy v mládežnické organizaci přinesl už volební neúspěch v parlamentních volbách 1935, kde Národní sjednocení obdrželo pouze přes 5% hlasů. To zaselo mezi členstvo značné rozpory. 3. ledna 1937 v souvislosti s vnějším ohrožením Československa ze strany Německa vytvořilo vedení bývalých národních demokratů brannou organizaci tzv. Svaz šedé legie, kam vstupovali mnozí členové Mladého národního sjednocení. Tato úderná organizace se vyznačovala svými šedými košilemi. To se ale nelíbilo ligistům, kteří si zase vytvořili svou Šedou stráž. Její členové byly vedeni k úpolovému bojovému umění ju-jitsu, starším 21 let měly být pořizovány zbrojní pasy. To spor vyvrcholilo v červnu 1937, když se Národní liga opět osamostatnila.
Po vzniku druhé republiky v roce 1938 se Mladé národní sjednocení sloučilo do Mladé národní jednoty, mládežnické organizace Strany národní jednoty. Tím se částečně pokusila uskutečnit svůj původní záměr o sjednocení národa rozhodujících politických sil. Po okupaci a vzniku Protektorátu Čechy a Morava, někteří bývalí členové Mladého národního sjednocení působili v odboji. Např. významní náčelníci Mladého národního sjednocení a studentští funkcionáři Jaroslav Klíma a Jan Weinert byli popraveni 17. listopadu 1939 v rámci demonstrací proti okupaci. Někteří jako např. člen vedení MNSj novinář Karel Werner se stali hlásnou troubou německých okupantů a po roce 1945 byli souzeni za kolaboraci.